# Trevor Howard
Trevor Howard, teljes születési nevén Trevor Wallace Howard-Smith (Cliftonville, Kent, Egyesült Királyság, 1913. szeptember 29. – Arkley, Chipping Barnet, London , 1988. január 7.) BAFTA-díjas és Emmy-díjas brit színpadi és filmszínész. Színházi munkája után nemzetközi ismertségét az 1945-ös Késői találkozás és az 1949-es A harmadik ember c. filmdrámákban alakított szerepei hozták meg.

## Élete

### Származása, tanulmányai
Édesanyja Mabel Grey Wallace, édesapja Arthur John Howard-Smith volt. Trevor Howard maga gyakran úgy nyilatkozott, hogy 1916-ban született, ezt több forrás is átvette, de az életrajzírói által összegyűjtött anyakönyvi és iskolai dokumentumok egyöntetűen 1913-at igazolják.
Apja a londoni Lloyd’s biztosító társaság colombói képviselője volt, Ceylon és a régió más országai tartoztak hozzá. Trevor nyolcéves koráig szüleivel utazott Brit Birodalom-szerte. Hazatérve a bristoli Clifton College-ba járt. (Későbbi végrendeletében jelentős összeget hagyott az iskola drámatagozatának fejlesztésére). Kijárta a londoni Royal Academy of Dramatic Art (RADA) színiakadémiát. Az első tanév végén, 1933-ban az osztálya legjobb színésze kitüntetést kapta,  Benedek szerepének eljátszásáért, Shakespeare: Sok hűhó semmiért c. művének iskolai előadásán. 1934-ben főiskolai hallgatóként debütált  a londoni Gate Theatre színpadán.

### Katonai szolgálata
A második világháborúban az ejtőernyős hadtest jelzőszolgálatának (Royal Corps of Signals) tagja volt, saját állítása szerint századosként, Norvégiában, majd Szicíliában vett részt akciókban. Megkapta a brit Hadikeresztet. Halála után életrajzírója hivatalos katonai dokumentumokat talált, melyek szerint Howardot 1943-ban hadnagyi rangban elbocsátották a brit haderőtől, „mentális labilitás és pszichopata személyiségjegyek” miatt. Özvegye, Helen Cherry csak annyit nyilatkozott az ügyről, hogy elhunyt férje kitüntetett katona volt és „semmiért sem kell szégyenkeznie.”

### Színészi pályája
Színészi fejlődése során igen sokféle karaktert formált meg, a kemény katonától a főhivatalnokig. A háború után, az 1940-es évek végén és az 1950-es években futószalagon készültek a brit háborús filmek. Howard ezekben szinte mindig „snájdig” brit katonatisztet, tengerésztisztet vagy rendőrtisztet alakított. Az 1949-ben bemutatott, ma már klasszikus A harmadik ember c. thrillerben ő volt Calloway őrnagy, a bécsi brit megszálló hatóság tisztje. Negyvenes életéveiben, az 1950-es években még romantikus hősöket is alakított. Az 1953-as The Heart of the Matter című filmdrámában, amely Graham-Greene „A kezdet és a vég” című regényéből készült, Howard egy esendő férfit alakít, aki két nő – Elizabeth Allan és Maria Schell – között hányódik. Az 1960-as évektől megmutatta, hogy tehetségesen formál meg mélyebb, bonyolultabb jellemeket, bukott hősöket is. Jól érzékeltette, hogyan vezetnek a szereplő gyengeségei elkerülhetetlen bukásához. A Lewis Milestone rendező által 1962-ben újra megfilmesített Lázadás a Bountyn filmben ő játszotta William Bligh kapitányt, akivel Marlon Brando konfrontálódik. 1965-ben Mark Robson rendező Az elrabolt expresszvonat című háborús kalandfilmjében az amerikai Frank Sinatrával együtt játszott. David Lean rendező 1970-es filmdrámájában, a Ryan lányában egy írországi falusi papot alakított, aki az 1916-os húsvéti felkelés leverése után, a frontok között próbál evickélni. Idősebb korára arcvonásai kiélesedtek, így hitelesen alakított magányos és magába forduló, komikusnak ható, barátságtalan öregeket, valamint furcsa, egyénieskedő történelmi személyeket. 1972-ben Luchino Visconti rendező Ludwig című filmjében, amelynek címszerepét, az excentrikus II. Lajos bajor királyt Helmut Berger játszotta, Howard alakította Richard Wagner zeneszerzőt, aki királyához hasonló, zseniális, de öntörvényű, irányíthatatlan jellem volt.
1982-ben Richard Attenborough Gandhi című nagyszabású történelmi-politikai filmjében Howard egy mellékszerepet kapott, egy bírót alakított. Ugyanebben az évben felajánlották neki a Brit Birodalom Rendje kitüntetés parancsnoki osztályát (CBE), de visszautasította.  Kortársai közül jó barátságot tartott Jack Hawkins (1910–1973) és Kenneth More (1914–1982) színészekkel és Sir David Lean (1908–1991) rendezővel.

### Magánélete, elhunyta
1944-ben feleségül vette Helen Cherry (1915–2001) színésznőt, aki haláláig mellette maradt. Howard 1988. január 7-én hunyt el májelégtelenség és májzsugor következtében Arkley-ban, London Chipping Barnet kerületében, 74 éves korában. Más forrás szerint a hertfordshire-i Bushey-ban hunyt el, halálának oka influenza és hörghurut volt.

## Főbb filmszerepei

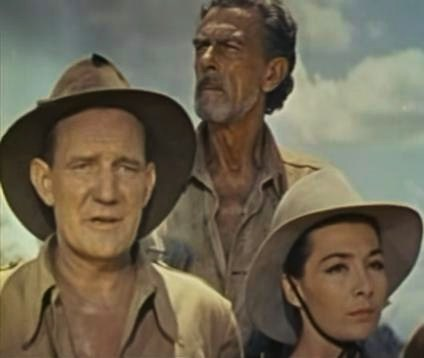
Morel, Qvist és Minna (Trevor Howard, Friedrich von Ledebur és Juliette Gréco) a Roots of Heaven-ben (1958)

- 1944: The Way Ahead; tengerésztiszt, névtelenül
- 1945: Késői találkozás (Brief Encounter); Dr. Alec Harvey
- 1946: Mr. Cockrill esete (Green for Danger); Dr. Barnes
- 1949: A harmadik ember (The Third Man); Calloway őrnagy
- 1950: Halálfejes pillangó (The Clouded Yellow); David Somers őrnagy
- 1953: The Heart of the Matter (Graham Greene: A kezdet és a vég); Harry Scobie
- 1956: Versenyfutás a napért (Run for the Sun); Browne
- 1956: 80 nap alatt a Föld körül (Around the World in 80 Days); Denis Fallentin, a Reform Klub tagja
- 1958: The Roots of Heaven (Les racines du ciel); Mr. Morel
- 1962: Az oroszlán (The Lion); John Bullit
- 1962: Lázadás a Bountyn (Mutiny on the Bounty); William Bligh kapitány
- 1962: Hedda Gabler, tévéfilm; Ejlert Lovborg
- 1964: Lúd atya (Father Goose); Houghton
- 1965: A Crossbow akció (Operation Crossbow); Frederick Lindemann professzor
- 1965: Az elrabolt expresszvonat (Von Ryan’s Express); Eric Fincham őrnagy
- 1965: Morituri; Statter ezredes
- 1965: Eagle in a Cage, tévéfilm; Napóleon
- 1965: A felszámoló (The Liquidator); Mostyn ezredes
- 1966: A mák virága is virág (Poppies Are Also Flowers); Sam Lincoln
- 1966: Keresztül-kasul (Triple Cross); Freddie Young
- 1967: Hosszú párbaj (The Long Duel); Young
- 1968: A könnyűlovasság támadása (The Charge of the Light Brigade); Lord Cardigan
- 1969: Angliai csata (Battle of Britain); Keith Park légimarsall
- 1970: Ryan lánya (Ryan’s Daughter); Collins atya
- 1971: The Night Visitor; felügyelő
- 1971: Mária, a skótok királynője (Mary, Queen of Scots); William Cecil
- 1971: Emberrablók (Kidnapped); Lord Advocate
- 1972: Johanna nőpápa (Pope Joan); Leó pápa
- 1973: Az igazság ereje (The Offence); Cartwright
- 1973: Ludwig; Richard Wagner
- 1973: Babaház (A Doll’s House); Dr. Rank
- 1975: Monte Cristo grófja (The Count of Monte-Cristo), tévéfilm; Faria abbé
- 1975: Hennessey (Hennessy); Rice parancsnok
- 1975: Neveletlenek (Conduct Unbecoming); Benjamin Strang ezredes
- 1976: Suttogó halál (Albino); Johannes
- 1977: Zűrzafír, avagy hajsza a kék tapírért (The Last Remake of Beau Geste); Sir Hector
- 1978: Superman; első Vén
- 1979: Hurrikán (Hurricane); Malone atya
- 1979: Meteor; Sir Michael Hughes
- 1980: Tengeri farkasok (The Sea Wolves); Jack Cartwright
- 1980: Széljáró (Windwalker); a Széljáró
- 1981: Fényévekre innen (Les années lumière); Yoshka Poliakeff
- 1981: Nem vénnek való vidék (No Country for Old Men), tévéfilm; Jonathan Swift
- 1982: Egy kis társasjáték (The Deadly Game); Gustave Kummer
- 1982: A misszionárius (The Missionary); Lord Henry Ames
- 1982: Gandhi (Gandhi); Broomfield bíró
- 1984: Gawain és a zöld lovag (Sword of the Valiant: The Legend of Sir Gawain and the Green Knight); a király
- 1984: Szerelmhajó (The Love Boat), tévésorozat; Sir Albert Demerest
- 1986: Nagy Péter, tévé-minisorzat, Sir Isaac Newton
- 1986: A csodadoktor (Foreign Body); Dr. Stirrup
- 1986: Shaka Zulu, tévé-minisorozat; Lord Charles Somerset
- 1986: Boldog Karácsonyt, Mrs. Kingsley! (Christmas Eve), tévéfilm; Maitland
- 1987: Úri passziók (White Mischief); Jack Soames
- 1988: Az átkozott (The Unholy); Silva atya
- 1988: The Dawning; a nagypapa